# Кистутово
Кистутово — деревня в Максатихинском районе Тверской области России. Входит в сельское поселение Малышевское. Численность населения — 308 человек (2010 г.).

## География
Находится у реки Волчина.

## Название
Первые жители деревни назвали её «Кистутово», потому что место, где они обосновались, было среди леса: «узкая и длинная полоса, да и река здесь петляет как кишка (киста)».
Также есть ещё не подтвержденная информация, что «Кистутово» названо в честь бандита по имени Кистут, который в древние времена грабил мимо проходящие обозы с продовольствием.
В старые времена в прилегающих лесах к д. Кистутово, располагались хутора: Львов хутор, Козырев хутор, м. Шагурино и Заручье и Михериха, которая располагалась на берегу р. Волчина. На р. Волчина в Кистутово была своя двухъярусная мельница, остатки которой видны в наше время.

## История
После отмены крепостного права в 1861 году восемь семей: Тарасовы, Ивановы, Алексеевы, Максимовы, Барановы — выкупили небольшой участок земли у местного помещика и разделили его на равные части. Каждый глава семьи со старшими сыновьями обрабатывали землю на своём участке.
Первые сведения и упоминания о деревне Кистутово содержат гербовые бумаги за 1864 год.
В Советское время Кистутово являлось центральной усадьбой колхоза «Ленинская Искра». В колхозе имелось 4 механизированных бригады, количество работников достигало 500 человек. Строились трехэтажные дома, коттеджи. В деревню приезжали молодые семьи, которым предоставлялись квартиры и жилые помещения, рабочие места. Работала столовая, школа, детский сад с круглосуточным пребыванием детей. В то время Кистутово представляло собой небольшой городок со всеми удобствами, а именно асфальтированные дороги и даже тротуары, волейбольная площадка. Население Кистутово до 1990 года росло только вверх, новая деревня считалась самой молодой в районе, чем привлекала рабочую молодежь.
Во время Великой Отечественной войны из деревни ушли на фронт, имена которых на вечную память выбиты на Обелиске Победы, расположенному на центральной площади деревни. Ежегодно жители деревни 9 мая проводят митинги, посвященные Дню Победы.

## Население
| 2009 | 2010 |
| ---- | ---- |
| 302  | ↘228 |

## Инфраструктура
Магазин, почта, СПК «Искра», дом культуры, библиотека, котельная, 27-квартирный 3-этажный дом — 3 штуки. Ранее были: средняя общеобразовательная школа 11 классов, детский сад с круглосуточным пребыванием детей, КБО, столовая, общественная баня, фельдшерско-акушерский пункт, ферма, животноводческий комплекс, мастерские, гранулятор АВМ, летний свинолагерь, свинарник, телятник, зерносушилка КЗС.

## Достопримечательности
Обелиск Победы в Великой Отечественной войне. Есть музей, посвященный колхозу и деревне.

## Транспорт
Деревня доступна автотранспортом. Остановка общественного транспорта «Кистутово».
Действовал асфальтированный аэродром для сельскохозяйственных нужд колхоза.